# George Cuitt l'Ancien

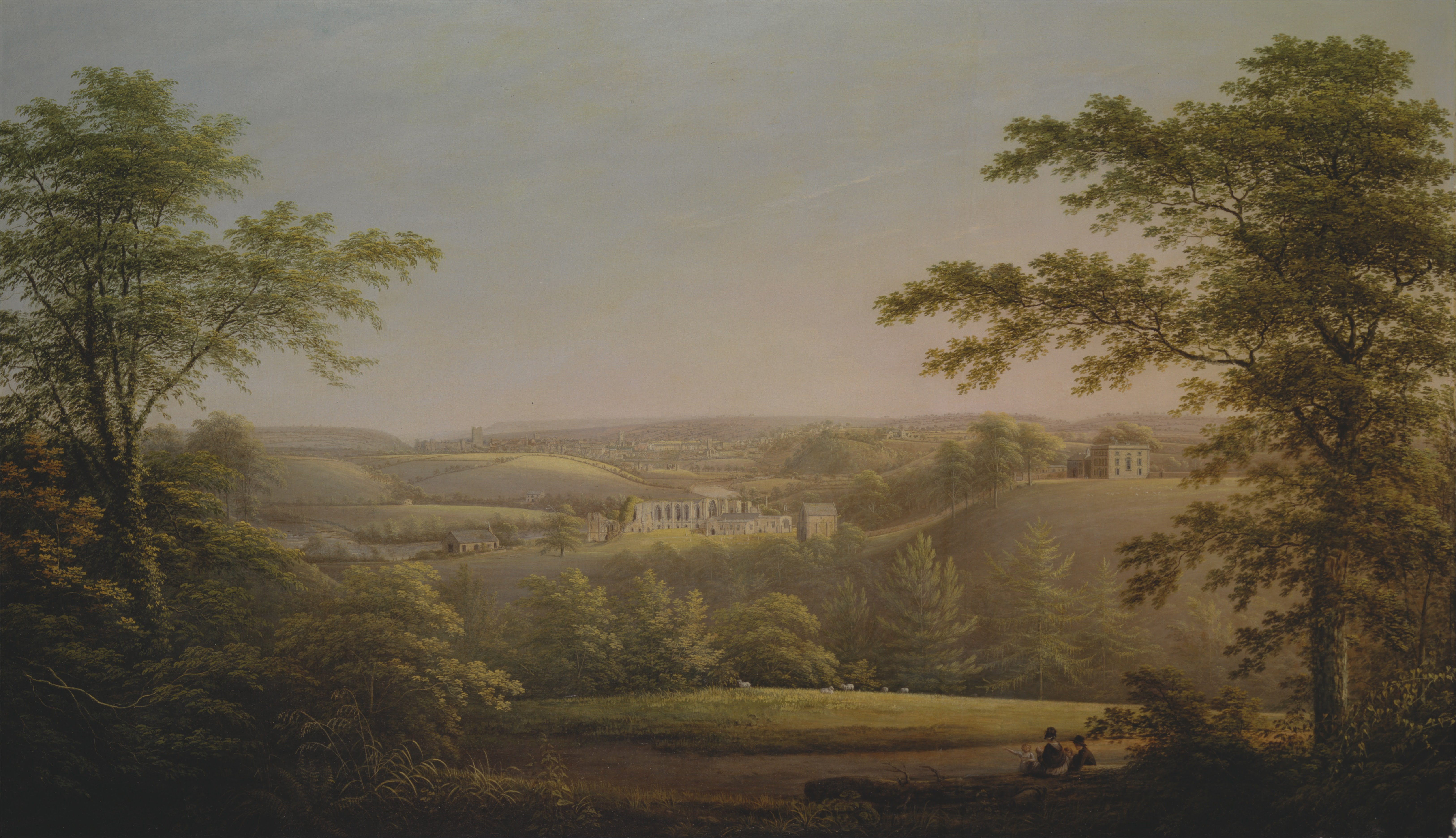
George Cuitt l'Ancien, Easby Hall and Easby Abbey with Richmond, Yorkshire in the Background, vers 1800. Centre d'art britannique de Yale

George Cuitt l'Ancien, né à Moulton (Yorkshire, Angleterre) en 1743 et mort à Richmond en 1818, est un peintre britannique.

## Biographie
Né en Angleterre, Cuitt montre rapidement un intérêt pour le dessin et la peinture et est envoyé en Italie aux frais de Sir Lawrence Dundas, pour la famille duquel Cuitt a déjà réalisé plusieurs portraits. Il étudie à Rome pendant six ans, en particulier la peinture de paysage.
Il rentre en Angleterre en 1775 et expose l'année suivante à la Royal Academy le tableau The Infant Jupiter fed with goat's milk and honey (« Jupiter enfant nourri avec du lait de chèvre et du miel »). Il expose par la suite des portraits et des paysages ; son dernier tableau connu date de 1798.
En raison de fréquentes attaques de fièvre, il ne peut plus résider à Londres et part s'installer à Richmond (Yorkshire du Nord). Il y trouve un emploi stable dont les parcs et résidences sont dans son voisinage.
Il y meurt en 1818.

## Œuvre
La finition de ses portraits est élaborée et peinte très finement.
Ses premiers paysages montrent une grande habileté d'exécution.